# Guarantã (kommun)
Guarantã är en kommun i Brasilien.   Den ligger i delstaten São Paulo, i den södra delen av landet, 700 km söder om huvudstaden Brasília. Antalet invånare är 6 400.
Följande samhällen finns i Guarantã:
- Guarantã

Omgivningarna runt Guarantã är huvudsakligen savann. Runt Guarantã är det glesbefolkat, med 14 invånare per kvadratkilometer.